# 盖赖维奇·奥洛达尔
盖赖维奇·奥洛达尔（匈牙利語：Gerevich Aladár，1910年3月16日—1991年5月14日），匈牙利男子击剑运动员，自1932年至1960年连续6届夺得奥运会佩剑项目金牌。他是唯一一位连续6届奥运会夺得金牌的运动员。更值得一提的是，他的这个成绩是在1940年和1944年两届奥运会因为二战被取消的情况下获得的。
盖赖维奇出生于亚斯贝雷尼，其妻子博根·厄尔娜、岳父博根·阿尔伯特和儿子盖赖维奇·帕尔也都是奥运会击剑项目奖牌得主。退役后，他仍从事击剑教练工作。为表彰他的卓越贡献，国际奥委会于1988年授予其奥林匹克勋章。1991年，盖赖维奇逝世于布达佩斯。